# Corpo de característica zero
Corpo de característica zero é um corpo onde qualquer soma do elemento neutro multiplicativo com si mesmo, 1 + 1 + ... + 1, não pode ter como resultado o elemento neutro aditivo, 0.
Dado um anel com identidade  (Γ, +, 0Γ, ., 1Γ), pode ser que exista alguma soma 1Γ + 1Γ + ... + 1Γ = 0Γ. Neste caso, a menor quantidade de parcelas n que fazem a soma dar zero é chamada de característica do anel. Caso não seja possível esta soma ser zero, a característica seria infinita, mas a o termo padrão usado pelos matemáticos, neste caso, é dizer que o anel tem característica zero.
No caso do anel ser um domínio de integridade (e todo corpo é um domínio de integridade), a característica do anel é zero ou um número primo p.

## Corpos ordenados
Se um corpo pode ser dotado de uma relação de ordem de forma a torná-lo um corpo ordenado, então este corpo tem característica zero. A demonstração é feita notando-se, primeiro, que, pela propriedade de que o quadrado de qualquer número positivo é positivo, segue-se que 1 > 0. Por indução, prova-se que 1 + 1 + ... + 1 > 0, ou seja, nunca uma soma de uns poderia dar zero.

## Números racionais
Todo corpo de característica zero inclui como subconjunto uma cópia de {\displaystyle \mathbb {Z} \,}, e, como consequência, uma cópia de {\displaystyle \mathbb {Q} \,}.
Em um corpo qualquer, pode-se definir, para todo número natural n, um elemento correspondente {\displaystyle {\hat {n}}=1_{\Gamma }+1_{\Gamma }+\ldots +1_{\Gamma }\,} (onde a soma tem n parcelas), e, analogamente, para n inteiro negativo, {\displaystyle {\hat {n}}=-1_{\Gamma }-1_{\Gamma }-\ldots -1_{\Gamma }\,} (onde a soma tem -n parcelas). Caso o corpo tenha característica zero, pode-se definir, para todo número racional q = n/d um elemento no corpo definido como {\displaystyle {\hat {q}}={\hat {n}}/{\hat {d}}\,} (deve-se mostrar que esta definição não é ambígua).
Pode-se provar que esta operação, {\displaystyle f:\mathbb {Q} \to \Gamma \ ,f(q)={\hat {q}}\,} é um homomorfismo de corpos injetivo. Além disso, se o corpo Γ for um corpo ordenado, esta função também preserva ordem.

## Polinômios
Dado um polinômio irreducível f no anel dos polinômios F[X] de um corpo qualquer F, dizemos que f é um polinômio separável caso f não tenha raízes múltiplas no menor corpo que contém todas suas raízes. Um polinômio é separável se, e somente se, o maior divisor comum (m.d.c.) entre f e f' , definido como a derivada formal de f, for um polinômio de grau, pelo menos, igual a um. Como em um corpo de característica zero a derivada formal de um polinômio qualquer é outro polinômio de um grau menor (e é zero apenas no caso de um polinômio constante), e os únicos divisores de um polinômio irreducível f são ele mesmo e 1, segue-se que o m.d.c. entre f e f'  é o polinômio 1, portanto todo polinômio é separável. Um corpo é perfeito quando todo polinômio é separável, portanto temos que todo corpo de característica zero é perfeito.